# OneCoin

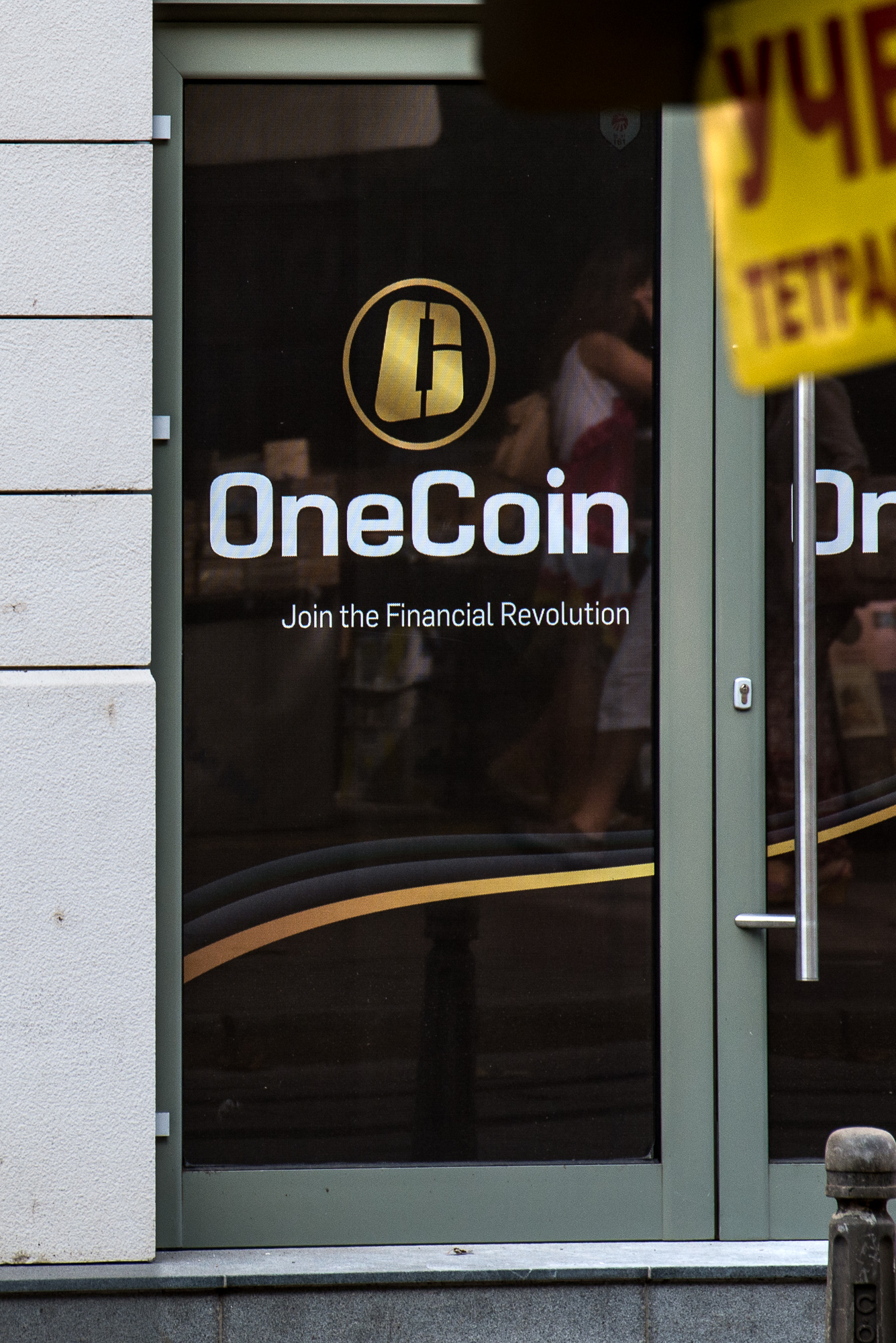
Logo OneCoin được gián trên cửa ở Sofia, Bulgaria

OneCoin là một loại tiền ảo hoạt động theo nguyên tắc Mô hình Ponzi-mô hình kim tự tháp là một hình thức kinh doanh đa cấp được quảng bá dưới dạng tiền điện tử với một blockchain riêng, đây là là một chương trình tiền điện tử lừa đảo được điều hành bởi các công ty OneCoin Ltd ở Bungary được đăng ký ở Dubai và OneLife Network Ltd (Belize), cả hai được Ruja Ignatova cùng với Sebastian Greenwood thành lập. OneCoin được coi là một kế hoạch Ponzi do cơ cấu tổ chức trả tiền cho các nhà đầu tư sớm bằng cách sử dụng tiền thu được từ những nhà đầu tư mới hơn. Đó cũng là một sơ đồ kim tự tháp do tuyển dụng các nhà đầu tư mà không cung cấp bất kỳ sản phẩm thực tế nào. OneCoin được The Times mô tả là "một trong những vụ lừa đảo lớn nhất trong lịch sử".
Công ty đã bí mật tiến hành lừa đảo nhập cơ sở dữ liệu mô phỏng các giao dịch không được đăng ký bởi một blockchain thực tế và không khai thác đằng sau việc phát hành và lưu thông tiền điện tử rõ ràng. Nhiều nhân vật trung tâm của OneCoin trước đây đã từng tham gia vào các kế hoạch tương tự và khác nhau cũng như các sai sót kinh doanh riêng biệt với nhau. Loại tiền Onecoin không được xây dựng dựa trên công nghệ blockchain, toàn bộ các chi tiết kỹ thuật và mã nguồn đều không được công khai phát hành thông qua nền tảng Github. Konstantin Ignatov, một thành viên sáng lập và là lãnh đạo OneCoin đã bị cơ quan chức năng Mỹ bắt với cáo buộc xây dựng đường dây lừa đảo. Được quảng cáo là một đồng tiền điện tử nhưng nó không có sổ cái công khai cũng không có chức năng của hệ thống blockchain. OneCoin đã tạo ra một công ty trị giá hàng tỷ USD, hoàn toàn dựa trên sự dối trá và lừa lọc. 